# Sapri
Sapri là một đô thị (comune) thuộc tỉnh Salerno trong vùng Campania của Ý. Sapri có diện tích 13 km2, dân số năm 2025 là 6783 người. ây là một trong những thị trấn cực nam của khu vực Cilento.